# Saint-Félicien (Ardèche)
Pour les articles homonymes, voir Saint-Félicien.
Saint-Félicien (en occitan San Farcio) est une commune française, située dans le département de l'Ardèche en région Auvergne-Rhône-Alpes.

## Géographie

### Situation et description
La commune de Saint-Félicien est renommée pour ses produits fermiers naturels : fromage de chèvre dit « caillé doux » de Saint-Félicien (ancêtre des Saint-Félicien actuels), ses tommes de chèvre, ses charcuteries de chèvres, ses fruits de montagne…
La commune de Saint-Félicien est renommée pour l'Ardéchoise, plus grande course cycliste amateur d'Europe.
Saint-Félicien est également riche d'histoire avec son église classée monument historique (époque de construction : 2e moitié XIIe siècle ; XVIIe siècle ; XIXe siècle) et une ferme classée monument historique (à Balayn : colonne avec masque solaire, dans la ferme appartenant à M. Louis Palisse : inscription par arrêté du 8 décembre 1928).

### Communes limitrophes
Saint-Félicien est limitrophe de sept communes, toutes situées dans le département de l'Ardèche et réparties géographiquement de la manière suivante :

### Climat
Pour des articles plus généraux, voir Climat d'Auvergne-Rhône-Alpes et Climat de l'Ardèche.
En 2010, le climat de la commune est de type climat méditerranéen altéré, selon une étude du CNRS s'appuyant sur une série de données couvrant la période 1971-2000. En 2020, Météo-France publie une typologie des climats de la France métropolitaine dans laquelle la commune est exposée à un climat de montagne ou de marges de montagne et est dans une zone de transition entre les régions climatiques « Moyenne vallée du Rhône » et « Sud-est du Massif Central ».
Pour la période 1971-2000, la température annuelle moyenne est de 10,9 °C, avec une amplitude thermique annuelle de 17,1 °C. Le cumul annuel moyen de précipitations est de 1 015 mm, avec 8,2 jours de précipitations en janvier et 5,8 jours en juillet. Pour la période 1991-2020, la température moyenne annuelle observée sur la station météorologique de Météo-France la plus proche, « Colombier Vieux Sa », sur la commune de Colombier-le-Vieux à 6 km à vol d'oiseau, est de 12,0 °C et le cumul annuel moyen de précipitations est de 901,8 mm,. Pour l'avenir, les paramètres climatiques de la commune estimés pour 2050 selon différents scénarios d'émission de gaz à effet de serre sont consultables sur un site dédié publié par Météo-France en novembre 2022.

### Hydrographie
Le territoire communal est traversé par la rivière, la Daronne, un affluent en rive gauche du Doux et donc, sous affluent du Rhône.

## Urbanisme

### Typologie
Au 1er janvier 2024, Saint-Félicien est catégorisée bourg rural, selon la nouvelle grille communale de densité à 7 niveaux définie par l'Insee en 2022.
Elle est située hors unité urbaine et hors attraction des villes,.

### Occupation des sols
L'occupation des sols de la commune, telle qu'elle ressort de la base de données européenne d’occupation biophysique des sols Corine Land Cover (CLC), est marquée par l'importance des forêts et milieux semi-naturels (51,4 % en 2018), une proportion sensiblement équivalente à celle de 1990 (51,5 %). La répartition détaillée en 2018 est la suivante : 
forêts (51,4 %), zones agricoles hétérogènes (32,4 %), prairies (13 %), zones urbanisées (3,3 %).
L'évolution de l’occupation des sols de la commune et de ses infrastructures peut être observée sur les différentes représentations cartographiques du territoire : la carte de Cassini (XVIIIe siècle), la carte d'état-major (1820-1866) et les cartes ou photos aériennes de l'IGN pour la période actuelle (1950 à aujourd'hui).

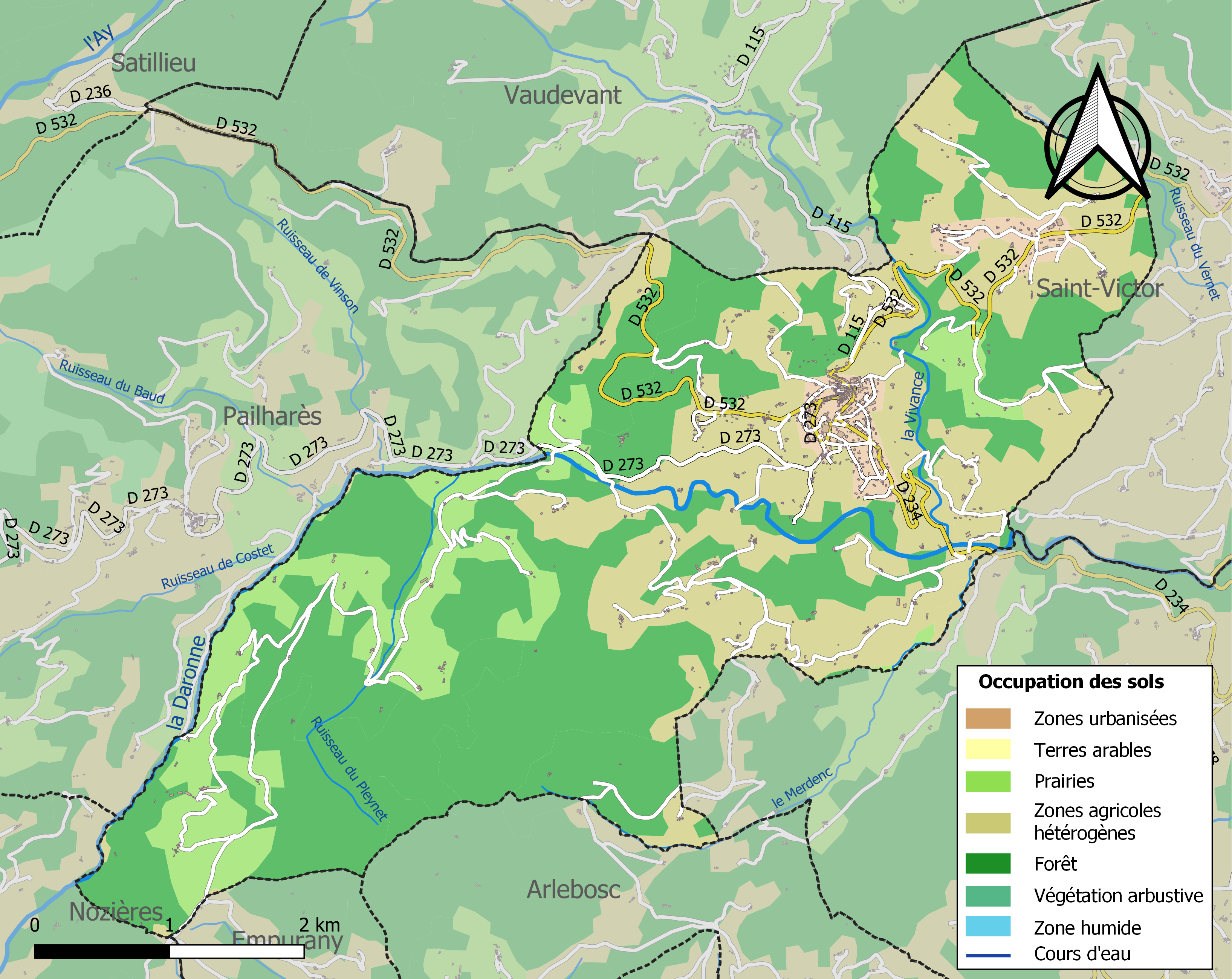
Carte des infrastructures et de l'occupation des sols de la commune en 2018 (CLC).

## Histoire
Les premiers écrits concernant le village, portant son nom actuel, remontent au Xe siècle. Des moines de Saint-Barnard de Romans-sur-Isère y fondent une abbaye. Ils la consacrent en y déposant les reliques de saint Félicien citoyen romain et martyr chrétien décapité le 9 juin 286 à l'âge de 80 ans.

### Administration municipale

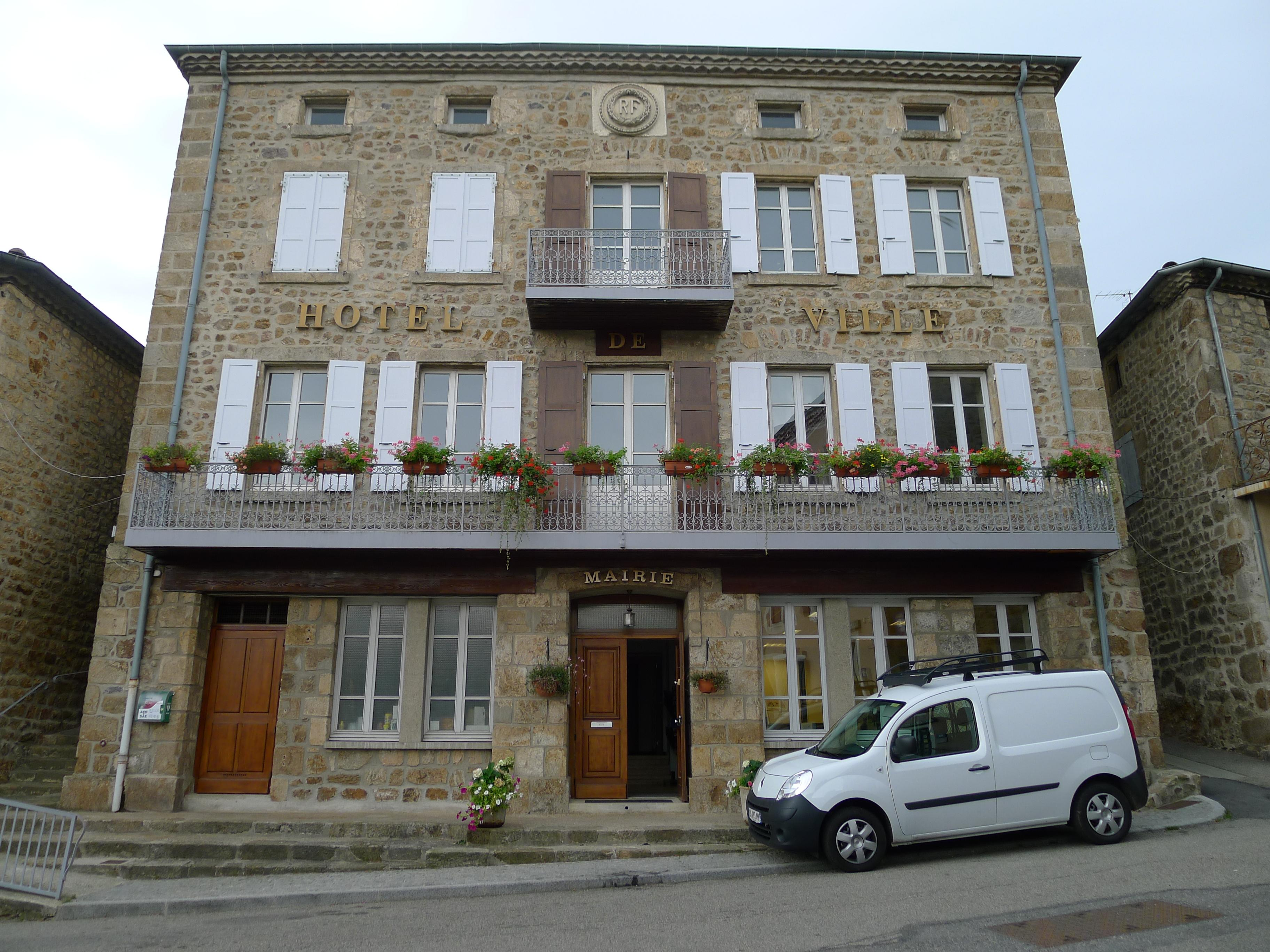
L'hôtel de ville.

## Politique et administration

### Liste des maires
| Période                                  | Période                        | Identité                | Étiquette    | Qualité                                                                  |
| ---------------------------------------- | ------------------------------ | ----------------------- | ------------ | ------------------------------------------------------------------------ |
| Les données manquantes sont à compléter. |                                |                         |              |                                                                          |
|                                          | mars 1971                      | Laurent De l'Hermuzière |              |                                                                          |
| mars 1971                                | mars 2001                      | Pierre Guibert          |              | Docteur-vétérinaire                                                      |
| mars 2001                                | mai 2020                       | Jean-Paul Chauvin       | UMP puis UDI | Fonctionnaire Conseiller général du canton de Saint-Félicien (2004-2015) |
| mai 2020                                 | En cours (au 20 novembre 2020) | Yann Eyssautier         |              | Professeur                                                               |

## Population et société

### Démographie
L'évolution du nombre d'habitants est connue à travers les recensements de la population effectués dans la commune depuis 1793. Pour les communes de moins de 10 000 habitants, une enquête de recensement portant sur toute la population est réalisée tous les cinq ans, les populations de référence des années intermédiaires étant quant à elles estimées par interpolation ou extrapolation. Pour la commune, le premier recensement exhaustif entrant dans le cadre du nouveau dispositif a été réalisé en 2005.

En 2022, la commune comptait 1 114 habitants, en évolution de −5,59 % par rapport à 2016 (Ardèche : +2,48 %, France hors Mayotte : +2,11 %).
| 1793  | 1800  | 1806  | 1821  | 1831  | 1836  | 1841  | 1846  | 1851  |
| ----- | ----- | ----- | ----- | ----- | ----- | ----- | ----- | ----- |
| 1 816 | 1 589 | 1 812 | 1 978 | 2 200 | 2 381 | 2 066 | 1 912 | 1 997 |

| 1856  | 1861  | 1866  | 1872  | 1876  | 1881  | 1886  | 1891  | 1896  |
| ----- | ----- | ----- | ----- | ----- | ----- | ----- | ----- | ----- |
| 2 012 | 2 109 | 2 176 | 2 205 | 2 192 | 2 121 | 2 168 | 2 263 | 2 184 |

| 1901  | 1906  | 1911  | 1921  | 1926  | 1931  | 1936  | 1946  | 1954  |
| ----- | ----- | ----- | ----- | ----- | ----- | ----- | ----- | ----- |
| 2 121 | 2 031 | 1 921 | 1 656 | 1 616 | 1 487 | 1 544 | 1 442 | 1 426 |

| 1962  | 1968  | 1975  | 1982  | 1990  | 1999  | 2005  | 2006  | 2010  |
| ----- | ----- | ----- | ----- | ----- | ----- | ----- | ----- | ----- |
| 1 370 | 1 214 | 1 144 | 1 238 | 1 240 | 1 183 | 1 215 | 1 207 | 1 184 |

| 2015  | 2020  | 2022  | - | - | - | - | - | - |
| ----- | ----- | ----- | - | - | - | - | - | - |
| 1 177 | 1 125 | 1 114 | - | - | - | - | - | - |

### Enseignement
Saint Félicien dépend de l'Académie de Grenoble. Les élèves commencent leur scolarité dans l'une des deux écoles primaires du village. Ils peuvent poursuivre leur parcours au collège à Satillieu ou à Lamastre , pour fréquenter ensuite le lycée à Tournon-sur-Rhône.

### Sports
Chaque année au mois de juin, Saint-Félicien vit au rythme de l'Ardéchoise, une course cycliste réputée qui rassemble 15 000 cyclosportifs et cyclotouristes. Il s'agit du plus grand rassemblement cyclotouriste et cyclosportif d'Europe. Une partie des habitants de la région collaborent bénévolement à cet événement majeur pour la région.
Saint-Félicien sera également ville étape du Tour cycliste féminin international de l'Ardèche 2019.

### Médias
La commune est située dans la zone de distribution de deux organes de la presse écrite :
- L'Hebdo de l'Ardèche

Il s'agit d'un journal hebdomadaire français basé à Valence et diffusé à Privas depuis 1999. Il couvre l'actualité de tout le département de l'Ardèche.
- Le Dauphiné libéré

Il s'agit d'un journal quotidien de la presse écrite française régionale distribué dans la plupart des départements de l'ancienne région Rhône-Alpes, notamment l'Ardèche. La commune est située dans la zone d'édition d'Annonay - Nord Ardèche.

### Cultes
Les personnes de confession catholique disposent d'un lieu de culte, l'église Saint-Félicien. La communauté catholique et l'église paroissiale (propriété de la commune) sont rattachées à la paroisse Saint François Régis (Ay et Daronne), elle-même rattachée au diocèse de Viviers.

## Économie

### Entreprises et commerces

#### Agriculture
La renommée du village de Saint-Félicien est notamment attachée au fromage qui porte son nom, le Saint-félicien (fromage de l'Ardèche). Saint Félicien fait également partie de la zone d'appellation de plusieurs produits agricoles :
- Coteaux-de-l'ardèche, IGP, dans les 3 couleurs
- Comtés-rhodaniens, IGP, dans les 3 couleurs
- Châtaigne d'Ardèche AOC
- Jambon de l'Ardèche IGP
- Saucisson de l'Ardèche IGP
- Picodon AOC
- Poulet des Cévennes IGP
- Pintade de l'Ardèche

## Culture locale et patrimoine

### Lieux et monuments
- Église Saint-Félicien rattachée à la paroisse catholique Saint-François-Régis (Ay et Daronne).
- Chapelle du couvent Saint-Joseph de Saint-Félicien.
- Chapelle du calvaire de Saint-Félicien.

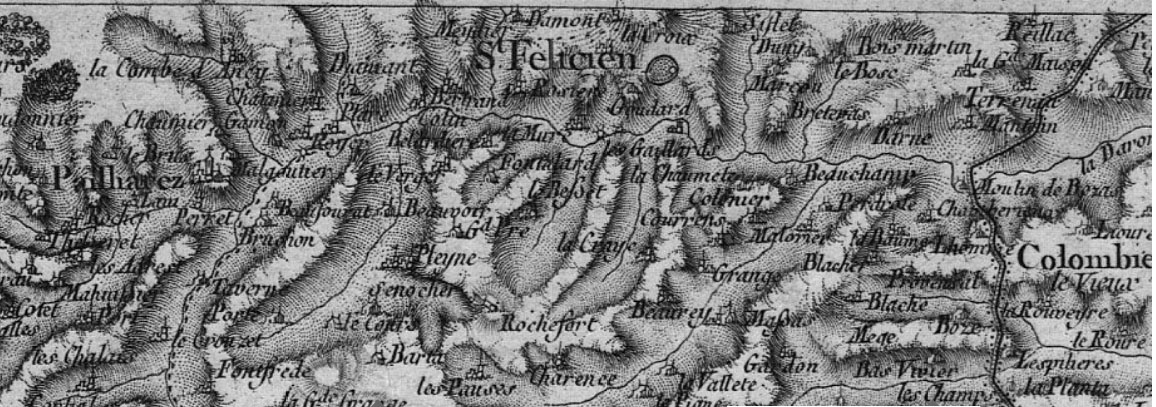
Carte de Cassini (gallica BNF) no 89.

- Motte castrale[21].
- Château de Rochefort.

### Personnalités liées à la commune
- Louis de Romanet de Lestranges de Beaudiné (1749-1819), général des armées de la République, né dans la commune et décédé à Annonay.
- Charles Forot (1890-1973), poète et éditeur, né et décédé à Saint-Félicien.
- Marie-France Banc (1876-1965), Juste parmi les nations.  Elle est née à Plats et morte à Saint-Félicien.

### Héraldique
| Blason de Saint-Félicien | Blason  | De gueules à la croix tréflée d'or, au chef d'argent chargé d'une palme contournée en fasce de sinople. |
| Blason de Saint-Félicien | Détails | Le statut officiel du blason reste à déterminer.                                                        |